# Красноярская улица (Москва)
Красноя́рская у́лица (название с 1985 года) — улица в Восточном административном округе города Москвы на территории района Гольяново.

## История
Улица получила своё название в 1985 году по городу Красноярску в связи с расположением улицы на востоке Москвы. Первоначально это название с 1970 года носила Хабаровская улица, в 1985 году переименованная в улицу Черненко и получившая современное название 7 февраля 1989 года.

## Расположение
Красноярская улица проходит от Хабаровской улицы на восток параллельно Щёлковскому шоссе, не доходя до МКАД, поворачивает на север и проходит параллельно МКАД, с запада к ней примыкает Алтайская улица, Красноярская улица поворачивает на северо-восток и проходит параллельно МКАД до Хабаровской улицы. Нумерация домов начинается с юго-западного конца улицы.

## Примечательные здания и сооружения
По нечётной стороне:
- д. 3 — Евро-Азиатское отделение Церкви адвентистов седьмого дня;
- д. 3, стр. 1, д. 3, стр. 2 — Храм общин «Восточная» и «Факел» Церкви адвентистов седьмого дня;
- д. 3, к. 3 — лицей № 1598 (дошкольное отделение № 2301);
- д. 9а — лицей № 1598 (дошкольное отделение № 1010);
- напротив д. 11 - Подворье Патриарха Московского и Всея Руси при храме преподобного Сергия Радонежского;
- д. 17а — лицей № 1598 (дошкольное отделение № 522).

## Транспорт

### Автобус
- По улице проходят автобусы 68, 557, 627, 627к.

### Метро
- Станция  Щёлковская Арбатско-Покровской линии — юго-западнее улицы, на пересечении Щёлковского шоссе с 9-й Парковой и Уральской улицами.